# 제이미 폭스
제이미 폭스(Jamie Foxx, 1967년 12월 13일~)는 미국의 배우이자, 가수 겸 코미디언이다. 그는 음악가 레이 찰스의 30년 인생을 다룬 영화 《레이》에 주연배우로 출연하면서 유명해졌고, 골든 글로브상, 그래미 어워드 등에서 음악, 영화부문 상들을 수여받았다.

## 생애

### 유년기
폭스는 1967년 12월 13일에 텍사스주 테럴에서 출생하였다. 하지만 그는 태어난 지 7달 만에 버려졌고, 외가 친척에게 맡겨져 길러졌다. 5살때부터 피아노를 배우기 시작했다. 엄격한 침례교 신자이다. 이러한 바탕 덕분에 그는 유년기를 교회의 성가대와 피아니스트로 활동했다.
테럴 고등학교에 입학했으며, 우수한 성적은 물론 운동신경(특히 농구, 축구)이 뛰어났고, 교내 밴드부에서도 활동했다. 고등학교를 마친 그는 미국국제대학교(USIU; United States International University)에서 장학금을 받았고 후에는 작곡과 클래식 뮤직을 공부하기 위해 줄리아드 스쿨에서 공부했다. 특히 이때 할머니의 도움은 폭스가 후에 유명해질 수 있었던 이유라고 한다.

### 초기 직업
1989년부터 밤마다 클럽에 가서 코미디언으로 일했다. 코미디언을 시작하면서 이름을 지금의 '제이미 폭스'로 개명했고, 1991년부터는 시트콤 '인 리빙 컬러'에 캐스팅되었다. 후에 1996년부터 2001년까지 자신의 이름을 건 시트콤인 '더 제이미 폭스 쇼'에 출연했다.

### 배우 활동
1992년 영화에 데뷔했다. 데뷔한 첫 작품은 《토이즈》라는 코미디 영화였다. 1999년에는 본격적으로 영화 《애니 기븐 선데이》에 조연으로 출연했으며, 역중 미식축구선수로 나왔다. 이 영화로 아카데미 남우조연상 후보가 됐으며, 2004년에는 전기영화인 《레이》에서 가수 레이 찰스 역할을 맡아 아카데미 남우주연상, BAFTA 남우주연상 등을 받았다.
폭스는 두 다른 장르의 영화인 《레이》와 《콜래트럴》로 2개 부문에 아카데미상 후보가 된 적도 있었으며, 2005년에는 영화 예술 과학 아카데미에 등록되었다.
그의 성공은 이어 970만 달러의 흥행을 낸 영화 《자헤드》와 2006년에는 전 세계 1637만 달러의 수익을 올린 영화인 《마이애미 바이스》, 1억 달러의 흥행과 국내에서도 흥행했던 영화인 《드림걸즈》로 전 세계 박스오피스 시장에서 히트를 쳤으며, 영화배우로 뛰어난 연기 실력을 보여줬다.
2007년에는 미국 박스오피스 시장 2위까지 진입했던 영화 《킹덤》으로 대히트를 쳤다. 같은 해 할리우드 명예의 거리에 입성했다.
2009년에는 음악영화인 《솔로이스트》로 박스오피스 4위를 차지했고, 이어 국내에서도 주목을 받았던 영화이며 1억 달러의 흥행을 올린 영화 《모범시민》에도 출연해 대조적이면서도 매력적인 연기활동을 했다.
2010년에는 발렌타인데이에 맞추어 영화 제시카 알바가 출연한 영화 《발렌타인 데이》에도 주연으로 출연했다.

#### 가수 활동
앞에서 언급했듯이 5살부터 피아노를 쳤다. 1994년에는 데뷔 앨범이었던 "Peep This"를 발매했지만 주목받지 못했고, 2004년 랩퍼 트위스타의 히트 싱글인 "Slow Jam"에 피쳐링하면서 유명해지기 시작했다. 이 곡은 빌보드 핫 100에서 1위를 했을 뿐 아니라 영국 차트에서도 2위까지 진입했던 히트싱글이었다. 이어서 래퍼 카녜이 웨스트의 또 하나의 히트 싱글인 "Gold Digger"에 참여했고, 이 곡으로 10주 동안 1위를 하였다. 이 외에도 래퍼 루다크리스와도 작업했다.
2005년 12월 두 번째 앨범인 "Unpredictable"를 발매했다. 앨범은 발매하지마자 빌보드 차트에서 2위를 했으며, 첫 주에만 58만장을 팔았다. 1주 후에는 1위로 진입했고 20만 장이 더 팔렸다. 후에 이 앨범은 약 198만장 이상을 팔았고, 프랭크 시나트라, 빙 크로즈비, 바브라 스트라이샌드에 이어 미국에서 네 번째로 아카데미 연기상 수상과 앨범 1위 등극에 모두 성공한 인물이 되었다.
2006년에는 BET 어워드에서 카니예 웨스트와 작업한 "Gold Digger"로 수상하였고, 그래미 어워드에서는 베스트 알앤비/힙합 듀오 부문을 포함해 총 4개 부문에 노미네이트되었다.
2007년 2월 22일부터는 폭스만의 독자적인 라디오 프로그램인 '더 폭스홀'이라는 라디오 프로그램을 개국했다. 후에는 더 드림, 플라이즈, 니요, 게임 등의 래퍼와 알앤비 가수와 작업하며 음악가로서의 자질을 보여줬다.
세 번째 앨범인 "Intuition"은 2008년 12월에 발매되었다. 빌보드 200차트에서 1위를 거두었고, 약 100만 장 가량을 팔았다. 싱글 중 하나인 "Blame It"은 핫 랩/알엔비 차트에서 1위를 했고, 2009년 그래미 어워드에서 공연하였다.
2010년 12월 21일에는 네 번째 앨범인 "Best Night of My Life"가 발매되었다.

## 출연 작품

### 영화
| 연도 | 영화                                               | 역할                  | 비고                |
| ---- | -------------------------------------------------- | --------------------- | ------------------- |
| 1992 | 토이즈                                             | 베이커                |                     |
| 1996 | 고양이와 개에 관한 진실                            | 에드                  |                     |
| 1996 | 화이트 히어로                                      | Hassan El Ruk'n       |                     |
| 1997 | 더블 데이트 대소동                                 | 번즈                  |                     |
| 1998 | 플레이 클럽                                        | 블루                  |                     |
| 1999 | 돈 잃고 몸 버리고                                  | 마이클                |                     |
| 1999 | 애니 기븐 선데이                                   | 윌리 비먼             |                     |
| 2000 | 베이트                                             | 앨빈 샌더스           |                     |
| 2001 | 알리                                               | 드루 브라운           |                     |
| 2003 | 쉐이드                                             | 래리 제닝스           |                     |
| 2004 | 애인 차는 법                                       |                       |                     |
| 2004 | 콜래트럴                                           | 맥스                  |                     |
| 2004 | 레이                                               | 레이 찰스             |                     |
| 2004 | 리뎀프션: 스탠 투키 윌리엄스 스토리                | 투키                  |                     |
| 2005 | 스텔스                                             | 헨리 퍼셀 중위        |                     |
| 2005 | 자헤드 - 그들만의 전쟁                             | 사이크스 중사         |                     |
| 2006 | 마이애미 바이스                                    | 리카도 터브스         |                     |
| 2006 | 드림걸즈                                           | 커티스 테일러 주니어  |                     |
| 2007 | 킹덤                                               | 로널드 플로리         |                     |
| 2007 | 라이프 서포트                                      |                       | 기획                |
| 2007 | 새터데이 나이트 라이브 인 더 '90's: 팝 컬처 네이션 | 본인                  |                     |
| 2009 | 솔로이스트                                         | 너새니얼 아이어스     |                     |
| 2009 | 모범시민                                           | 닉 라이스             |                     |
| 2010 | 발렌타인 데이                                      | 켈빈 브랙스           |                     |
| 2010 | 듀 데이트                                          | 대릴                  |                     |
| 2011 | 리오                                               | 니코                  | 목소리 (애니메이션) |
| 2011 | 스트레스를 부르는 그 이름 직장상사                 | 딘 "MF" 존스          |                     |
| 2012 | 장고: 분노의 추적자                                | 장고                  |                     |
| 2013 | 화이트 하우스 다운                                 | 제임스 소이어(대통령) |                     |
| 2014 | 리오 2                                             | 니코                  | 목소리 (애니메이션) |
| 2014 | 어메이징 스파이더맨 2                              | 맥스 딜런 / 일렉트로  |                     |
| 2014 | 밀리언 웨이즈                                      | 장고 프리먼           |                     |
| 2014 | 스트레스를 부르는 그 이름 직장상사 2               | 딘 "MF" 존스          |                     |
| 2014 | 애니                                               | 벤자민 스택스         |                     |
| 2017 | 슬립리스: 크리미널 나이트                          | 빈센트                |                     |
| 2017 | 베이비 드라이버                                    | 뱃츠                  |                     |
| 2018 | 후드                                               | 리틀 존               |                     |
| 2019 | All-Star Weekend                                   | 말릭                  | 미개봉              |
| 2019 | 저스트 머시                                        | 월터 맥밀런           |                     |
| 2020 | 프로젝트 파워                                      | 아트                  |                     |
| 2020 | 소울                                               | 조 가드너             | 목소리 (애니메이션) |
| 2021 | 스파이더맨: 노 웨이 홈                             | 맥스 딜런 / 일렉트로  |                     |
| 2022 | 데이 시프트                                        | 버드 자블론스키       |                     |
| 2023 | 그들이 타이론을 복제했다                           | 슬릭 찰스             | 제작 겸임           |
| 2023 | 스트레이스                                         | 버그                  | 목소리              |

### 텔레비전
- 행잉 위드 미스터 쿠퍼(1996)
- 솔로몬 가족은 외계인(1996~7)
- 새터데이 나이트 라이브(2000, 2012)
- 세서미 스트리트(2006)
- Up Close with Carrie Keagan(2007~13) - 초대손님

## 앨범
- Peep This(1994)
- Unpredictable(2005)
- Intuition(2008)

## 수상
- 2002년 블랙릴어워드 영화부문 남우조연상
- 2002년 NAACP 이미지 어워드 영화부문 남우조연상
- 2004년 제3회 워싱턴비평가협회상 남우조연상
- 2004년 제3회 워싱턴비평가협회상 남우주연상
- 2004년 제9회 새틀라이트시상식 TV영화/미니시리즈부문 남우주연상
- 2004년 제9회 새틀라이트시상식 뮤지컬/코미디부문 남우주연상
- 2004년 NAACP 이미지 어워드 TV영화/미니시리즈부문 남우주연상
- 2004년 제25회 보스턴비평가협회상 남우주연상
- 2004년 남동부비평가협회상 남우주연상
- 2004년 제8회 헐리우드영화제 가장 주목할만한 배우상
- 2004년 라스베가스비평가협회상 남우주연상
- 2004년 St. 루이스 게이트웨이 비평가협회상 남우주연상
- 2005년 제76회 미국비평가협회상 남우주연상
- 2005년 제39회 전미비평가협회상 남우주연상
- 2005년 플로리다비평가협회상 남우주연상
- 2005년 캔자스시티비평가협회상 남우주연상
- 2005년 제62회 골든 글로브 뮤지컬 코미디 부문 남우주연상
- 2005년 제58회 영국 아카데미 시상식 남우주연상
- 2005년 벤쿠버비평가협회상 남우주연상
- 2005년 포닉스비평가협회상 남우주연상
- 2005년 제25회 런던비평가협회상 남우주연상
- 2005년 제10회 크리틱스초이스 남우주연상
- 2005년 제11회 미국배우조합상 영화부문 남우주연상
- 2005년 제77회 아카데미 시상식 남우주연상
- 2005년 블랙릴어워드 TV영화/미니시리즈부문 남우주연상
- 2005년 블랙릴어워드 영화부문 남우조연상
- 2005년 블랙릴어워드 영화부문 남우주연상
- 2005년 BET어워즈 남우주연상
- 2005년 NAACP 이미지 어워드 영화부문 남우주연상
- 2005년 온라인영화비평가협회상 남우조연상
- 2006년 주피터어워즈 외국남자배우상
- 2013년 제22회 MTV영화제 가장황당한순간상
- 2013년 제22회 MTV영화제 mtv제너레이션상
- 2013년 BET어워즈 남우주연상